# Walter Rositzky
Walter Cäsar Max Rositzky (Hamburgo, 16 de marzo de 1889 - ib., 26 de mayo de 1953) conocido simplemente como Walter Rositzky, fue un futbolista alemán de origen judío de la década de los años 1910. Su nombre era escrito en las crónicas de la época de diversas maneras, como Rozitsky, Rotziky o Rositzky, y su origen fue a menudo objeto de discusión, y en especial referido erróneamente como polaco.

## Biografía
Tras iniciarse en el fútbol en el Ottensener Sport Verein, club amateur de su ciudad natal, se incorporó en 1911 al Football Club Barcelona, donde permaneció dos años. En el club catalán disputó un total de 8 partidos en los que anotó cuatro goles —en el campeonato regional— y ganó dos copas del Challenge Internacional de los Pirineos y un campeonato regional de la Football Associació de Catalunya, federación disidente catalana afiliada a la también disidente a nivel estatal de la Unión Española de Clubs de Football. Combinando los amistosos llegó a los 50 partidos en los que anotó 5 goles. En 1913 se trasladó a Madrid y jugó un año en el Madrid Football Club antes de ser alistado por el ejército alemán. Fue el quinto jugador y primer extranjero en militar en ambos clubes. Con los madrileños disputó cuatro partidos oficiales del Campeonato Regional Centro.
Participó en la Primera Guerra Mundial, y en una carta que le envía al su amigo Hans Gamper le confirma que había sobrevivido al conflicto bélico.

## Estadísticas
Datos actualizados a final de carrera.
Hasta la temporada 1910-11 militó en el Ottensener Sport Verein alemán desconociéndose sus estadísticas.
| Club            | Temporada     | Div.          | Liga  | Liga  | Copas | Copas | Regional | Regional | Total | Total | Media goleadora |
| Club            | Temporada     | Div.          | Part. | Goles | Part. | Goles | Part.    | Goles    | Part. | Goles | Media goleadora |
| --------------- | ------------- | ------------- | ----- | ----- | ----- | ----- | -------- | -------- | ----- | ----- | --------------- |
| F. C. Barcelona | 1911-12       | 1.ª C.        | —     | —     | —     | —     | 7        | 4        | 7     | 4     | 0.57            |
| F. C. Barcelona | 1912-13       | 1.ª C.        | —     | —     | —     | —     | 1        | —        | 1     | 0     | 0               |
| Madrid F. C.    | 1913-14       | 1.ª C.        | —     | —     | —     | —     | 4        | —        | 4     | 0     | 0               |
| Total carrera   | Total carrera | Total carrera | 0     | 0     | 0     | 0     | 12       | 4        | 12    | 4     | 0.33            |
| 1. 2. 3.        |               |               |       |       |       |       |          |          |       |       |                 |

## Palmarés
- Challenge Internacional de los Pirineos: 1911-12, 1912-13.
- Campeonato regional de la Football Associació de Catalunya: 1912-13.